# Satu Nou (Berezeni), Vaslui
Satu Nou este un sat în comuna Berezeni din județul Vaslui, Moldova, România. Se află în partea de est a județului, în Depresiunea Elanului.